# Michael Kammen
Michael Gedaliah Kammen ( Rochester (Nueva York), 25 de octubre de 1936 – 29 de noviembre de 2013) fue historiador estadounidense y docente en el Departamento de Historia en la Universidad de Cornell. En el momento de su muerte, tenía el título de "profesor emérito de la historia y cultura estadounidense Newton C. Farr".

## Biografía
Kammen nació en 1936  y se crio en Washington D. C., y estudió en la Universidad de George Washington y la Universidad de Harvard, donde recibió el título en 1964 después de estudiar bajo la tutela de Bernard Bailyn. Comenzó a impartir clases en Cornell al finalizar sus estudios de posgrado en Harvard y enseñó hasta que se retiró con el estatus de emérito en 2008. Comenzando como un erudito del período colonial de la historia estadounidense, sus intereses finalmente se ampliaron para incluir cuestiones legales, culturales y sociales estadounidenses de los siglos XIX y XX. Uno de sus primeros libros importantes, People of Paradox: An Inquiry Concerning the Origins of American Civilization, ganó el Premio Pulitzer de Historia en 1973. Una obra posterior, A Machine That Would Go of Itself: The Constitution in American Culture (1986), ganó el Premio Francis Parkman y el Premio Henry Adams. En este trabajo, Kammen describe las concepciones en evolución del pueblo estadounidense de la Constitución de los Estados Unidos y de la gobernanza constitucional, enfatizando las concepciones mecánicas y orgánicas del desarrollo constitucional a lo largo del tiempo.
Kammen fue un miembro activo en organizaciones que promovían el estudio de la historia, y se desempeñó como presidente de la Organización de Historiadores Americanos para el año 1995-96.

## Obras destacables
- People of Paradox: An Inquiry Concerning the Origins of American Civilization (1973)
- Colonial New York: A History. Millwood, NJ: K+O Press, 1975. ISBN 0-19-510779-9
- The Origins of the American Constitution: A Documentary History. New York: Penguin Books, 1986. ISBN 0-14-008744-3 (editado por Kammen)
- A Machine That Would Go of Itself: The Constitution in American Culture (1986)
- A Season of Youth: The American Revolution in the Historical Imagination (1988)
- Mystic Chords of Memory: The Transformation of Tradition in American Culture (1991)
- Contested Values: Democracy and Diversity in American Culture (1995)
- In The Past Lane: Historical Perspectives on American Culture (1997)
- American Culture, American Tastes: Social Change and the 20th Century (1999)
- A Time to Every Purpose: The Four Seasons in American Culture (2004)
- Digging Up the Dead: A History of Notable American Reburials (2010) ISBN 978-0-226-42329-6